# Vietnam vid världsmästerskapen i friidrott 2023
Vietnam tävlade vid världsmästerskapen i friidrott 2023 i Budapest i Ungern mellan den 19 och 27 augusti 2023.

## Resultat
Vietnams trupp bestod av en idrottare.

### Damer
Gång- och löpgrenar
| Idrottare       | Gren        | Försöksheat  | Försöksheat | Semifinal        | Semifinal        | Final            | Final            |
| Idrottare       | Gren        | Resultat     | Placering   | Resultat         | Placering        | Resultat         | Placering        |
| --------------- | ----------- | ------------ | ----------- | ---------------- | ---------------- | ---------------- | ---------------- |
| Nguyễn Thị Oanh | 1 500 meter | 4.12,28 0PB0 | 13          | Gick inte vidare | Gick inte vidare | Gick inte vidare | Gick inte vidare |